# Rasmus Krag (søofficer)
 Der er flere personer med dette navn, se Rasmus Krag (officer).
Rasmus Krag (ca. 1680 i København, død 6. oktober 1755 i Slangerup) var en dansk søofficer og skibskonstruktør.
Han nævnes første gang 1698, da han som lærling var på togt til Lissabon med fregatten Hvide Falk. 1699 ses han at have været i fremmed tjeneste; han blev året efter underløjtnant, 1703 premierløjtnant, 1709 kaptajnløjtnant, 1710 kaptajn, 1713 kommandørkaptajn, 1735 schoutbynacht og 1736 viceadmiral; 1746 afgik han med pension.
1704 gjorde han tjeneste i orlogsskibet Prins Carl i en eskadre, som førte Frederik IV til Norge. 1708 rejste han udenlands, hvor han væsentligst lagde sig efter skibskonstruktion, men også gjorde tjeneste på den engelske kanalflåde. Efter sin hjemkomst var han 1710-12 chef for forskellige orlogsskibe, men blev 1713 flere gange forbigået ved avancement til kommandørkaptajn. I slaget på Køge Bugt 1710 førte han orlogsskibet Nældebladet. 1715 deltog han i slaget ved Jasmund under admiral Peter Raben og sendtes af denne til kongen med efterretning om kampens udfald, stærkt anbefalet af ham. 1720 begyndte man at anvende ham ved skibskonstruktionen, idet han da sendtes til Marstrand for at istandsætte og klargøre de der tagne priser; senere konstruerede han en del orlogsskibe, om hvis egenskaber meningerne dog var delte. Efter Ole Judichærs fald 1727 forestod han i et par år skibsbyggeriet på Holmen, men hans skibe viste sig imidlertid hurtigt mindre gode, eftersom den langskibs forbindelse var så svag, at skibene allerede ved afløbningen blev kølbrudte. En kommission med den kendte, senere fabrikmester, Knud Nielsen Benstrup som medlem nedsattes for at bedømme hans forhold. Benstrup fremkom med en kritisk vurdering, men udtalte samtidig sin kritik så hensynsfuldt som muligt. Resultatet blev, at man i begyndelsen af 1729 fratog Krag tilsynet med skibsbyggeriet og overdrog det til Benstrup. 1726 blev Krag formand i en assuranceret for at dømme i stridigheder mellem det da oprettede assurancekompagni og de assurerende. 1734 deltog Krag som medlem af en undersøgelseskommission i den dom, der fældede hans medbejler Benstrup som fabrikmester. Denne hævnakt over den dygtige Benstrup plettede Krags minde. 1743 var han chef for en eskadre på Københavns Red, selvom han ikke havde været til søs i ca. 30 år, men afløstes i denne post af Frederik Danneskiold-Samsøe. Han døde 6. oktober 1755.
Han er begravet i Slangerup Kirke.